# Phoenix (album Asi)
Phoenix – album progresywno rockowego zespołu Asia wydany w 2008 i zarazem pierwszy album nagrany w oryginalnym składzie od czasu albumu Alpha z 1983.

## Lista utworów
1. "Never Again" - 4:53
2. "Nothing's Forever" - 5:44
3. "Heroine" - 4:51
4. "Sleeping Giant/No Way Back/Reprise" - 8:09
5. "Alibis" - 5:38
6. "I Will Remember You" - 5:09
7. "Shadow of a Doubt" - 4:16
8. "Parallel Worlds/Vortex/Déya" - 8:09
9. "Wish I'd Known All Along" - 4:05
10. "Orchard of Mines" - 5:09
11. "Over and Over" - 3:31
12. "An Extraordinary Life" - 4:56

### Dodatkowe utwory

#### Europejska limitowana edycja
- "An Extraordinary Life" (akustyczne)

#### Japońska limitowana edycja
- "I Will Remember You" (akustyczne)

## Twórcy

### Muzycy
- Geoff Downes – keyboard, poboczne linie wokalne
- John Wetton – gitara basowa, główny wokal
- Steve Howe – gitara, poboczne linie wokalne
- Carl Palmer – perkusja, instrumenty perkusyjne
- Dodatkowo – Hugh McDowell – wiolonczela

### Techniczni
- Steve Rispin – producent, dźwiękowiec
- Simon Hanhart, Steve Rispin, Curtis Schwartz, John X. Volaitis – mixowanie materiału
- John Dent, Evren Goknar – Mastering